# Roquepine
Roquepine é uma comuna francesa na região administrativa de Occitânia, no departamento de Gers. Estende-se por uma área de 3,77 km². Em 2010 a comuna tinha 35 habitantes (densidade: 9,3 hab./km²).